# بئاووها
بئاووها (به لاتین: Beavoha) یک منطقهٔ مسکونی در ماداگاسکار است که در بخش بتیوکی-آتسیمو واقع شده‌است. بئاووها ۸٬۰۰۰ نفر جمعیت دارد و ۱۵۵ متر بالاتر از سطح دریا واقع شده‌است.